# محمد يلدز
محمد يلدز (بالتركية: Mehmet Yıldız)‏ (14 سبتمبر 1981 في تركيا - ) هو لاعب كرة قدم تركي في مركز الهجوم. شارك مع منتخب تركيا لكرة القدم. أما مع النوادي، فقد لعب مع أنطاليا سبور وأنقرة غوجو وإسطنبول سبور وإسكيشهرسبور وسيفاسبور وعثمانلي سبور ومرسين إيدمانيوردو ونادي كارديمير كارابوك سبور ونادي تورك تليكوم و.

## وصلات خارجية
- محمد يلدز على موقع الاتحاد الدولي (مؤرشف)  (الإنجليزية)
- محمد يلدز على موقع اتحاد تركيا (لاعب) (الإنجليزية)
- محمد يلدز على موقع قاعدة بيانات كرة القدم.إي يو (الإنجليزية)
- محمد يلدز على موقع ناشيونال فوتبول تيمز (الإنجليزية)
- محمد يلدز على موقع Soccerway.com (الإنجليزية)
- محمد يلدز على موقع عالم كرة القدم.نت (الإنجليزية)